# تپه تیمور تپه سی
تپه تیمور تپه سی مربوط به هزاره اول قبل از میلاد - دوره هخامنشی است و در شهرستان مشگین‌شهر، بخش مشکین شرقی، دهستان قره سو، روستای جبدرق واقع شده و این اثر در تاریخ ۱۲ دی ۱۳۸۶ با شمارهٔ ثبت ۲۰۳۸۵ به‌عنوان یکی از آثار ملی ایران به ثبت رسیده است.